# بلبل (مجلة)
مجلة بلبل هي مجلة مصرية تصدر عن مؤسسة أخبار اليوم، تصدر أسبوعياً كل يوم أربعاء صدر العدد الأول منها في أغسطس 1998م، رئيس مجلس الإدارة إبراهيم سعدة، ورئيس التحرير مؤنس زهيري، ولا توجد أي إشارة إلى أطقم العاملين في المجلة.
تحمل المجلة شعار مجلة الجيل الجديد، القطع 30×23سم، توجه المجلة إلى الأطفال في أعمار متباينة، من سن الثامنة إلى السادسة عشر، تعتمد المجلة في كافة موادها على الترجمة من مصادر عالمية مختلفة، بعضها من الفرنسية أو الإنجليزية، حتى في أبوابها الثابتة، فإنها تعتمد على التعريف بثقافات الآخر، مترجمة، مثل صفحات خصصت عن ألعاب وأبطال ألعاب فيديو، وعدد آخر عن الدمية كيتي من شركة ساتريو اليابانية، حيث تم استهلاك 19 صفحة عن الدمية.
تعتمد المجلة على كرتون مترجم متنوع المصادر، لذا فليست هناك شخصيات متكررة بصفة دائمة، هناك بعض الشخصيات التي تستمر وقتاً طويلاً مثل يوميات توتو ومغامرات آمون، وبعض قصص الغرب الأمريكي، تستهلك صفحات القصص المرسومة حوالي 16 صفحة من صفحات المجلة التي تبلغ 52 صفحة ملونة بالكامل. لا يوجد كتاب بأعينهم في المجلة وفي الأعداد الأولى استعانت المجلة بنبيل فاروق، لكنها اعتمدت فيما بعد على كتاب آخرين منهم هشام الصياد ووجيه يعقوب، كما أن المجلة تعتمد تقريباً على رسام واحد، يجمع بين الرسم اليدوي والرسم على الكمبيوتر هو عبد الشافي سيد ويُلاحظ مساهماتع المتعددة في كثير من الأعداد، وهو يرسم شخصية تتكرر أحيانا باسم نوادر جحا، تعتمد المجلة على المسابقات التي تمولها بعض المؤسسات المعنية بالأطفال، مثل إدارة الطلائع بوزارة الشباب، وتعتمد أيضاً على رسائل القراء وهواة نشر الصور والأخبار، وليس للمجلة أي ملحق لكنها توزع هدايا وملصقات من وقت لآخر خاصة في الأعداد الأولى، تعتمد المجلة على الإعلانات الداخلية حول مطبوعات أخبار اليوم للأطفال، والخارجية عن سلع تناسب الأطفال كالأطعمة والمحلات التي تبيع سلعاً للأطفال وتتباين صفحات هذه الإعلانات من عدد إلى آخر. الغلاف ملون وعليه إشارات حول بعض المواد المنشورة في الداخل، وتحمل المجلة شعار مجلة الأبطال على الغلاف الخارجي.

## الأبواب
- عالم الحيوان
- أختي الصغيرة
- جورنال بلبل: ويعتمد على ترجمة مواد وإعدادها عالمياً ومحلياً
- نادي الأصدقاء: ينشر صور القراء الصغار وإشارات إلى الكبار ورسوم الأطفال
- موقع على النت